# LFA 세군다
LFA 세군다는 동티모르의 축구 2부 리그이다.

## 역대 우승
- 2016: 카쿠산 CF
- 2017: 아틀레티코 울트라마르
- 2018: 아살람 FC
- 2019: DIT FC
- 2020: 코로나19 범유행으로 취소

## 같이 보기
- LFA 프리메이라

틀:LFA 세군다